# Flurabstand
Der Begriff Flurabstand bezeichnet einen Höhenunterschied zwischen der Geländeoberfläche und einer Grundwasseroberfläche.

## Beschreibung
Flurabstände werden in hydrogeologischen Karten oder Flurabstandskarten verzeichnet, aber auch bei der Erstellung von Hochwassergefahrenkarten verarbeitet. Außerdem lässt sich aus dem jeweiligen Flurabstand eine durch Grundwasser mögliche Beeinträchtigung von Tiefbauten (z. B. Kellern) oder die Verfügbarkeit des vorhandenen Grundwassers für Pflanzen beurteilen. Der Grenzflurabstand gibt hier den maximal möglichen Flurabstand für eine Erschließung des vorhandenen Wasservorkommens durch die jeweilige Pflanzenart an. Pflanzen bewurzeln den Boden unterschiedlich tief: so benötigen z. B. Feuchtgebietspflanzen im Mittel einen Flurabstand von weniger als 50 cm, während Bäume Grundwasser auch bei einem Flurabstand von drei bis vier Metern noch nutzen können (z. B. im Stadtgebiet Berlin). Somit ist, je nach Flurabstand, die natürliche Vegetation unterschiedlich beschaffen.
Besonders beachtet werden Gebiete mit einem geringen Flurabstand von weniger als vier Metern, da das dortige Grundwasser durch Bodenverunreinigungen wesentlich schneller beeinträchtigt werden kann als bei größeren Flurabständen. Dieses Risiko ist auch abhängig von der Beschaffenheit der über dem Grundwasser liegenden Bodenschichten.